# Aleyrodes pyrolae
Aleyrodes pyrolae is een halfvleugelig insect uit de familie witte vliegen (Aleyrodidae), onderfamilie Aleyrodinae.
De wetenschappelijke naam van deze soort is voor het eerst geldig gepubliceerd door Gillette & Baker in 1895.